# Sévery
Sévery es una comuna suiza del cantón de Vaud, situada en el distrito de Morges. Limita al oeste y noroeste con la comuna de Pampigny, al noreste y este con Cottens, y al sur con Echichens y Apples.
Hasta el 31 de diciembre de 2007 la comuna formó parte del distrito de Cossonay, círculo de Cossonay.